# フルエーラ1世
フルエーラ1世 （Fruela I de Asturias、722年 - 768年）は、アストゥリアス王（在位：757年 - 768年）。アルフォンソ1世と、ペラーヨの娘で王位継承者であった王女エルメシンダの子。

## 生涯
彼の治世の初期、ガリシアのポントゥシオにおいて、コルドバのアミール、アブド・アッラフマーン1世が送った遠征軍と対決した。この戦いでアブド・アッラフマーン1世の子アフマールを捕虜とし、殺害した。
ミーニョ川に面したガリシアの土地が再編され、王国の南西国境が定められた。
彼はアラバのヴァスコン人がカンタブリアへ襲撃するのを取り締まる必要があった。遠征の成功後、人質交換の協定を結び、ムニアという名のガスコーニュを治めるヴァスコン人領主の娘と結婚した。フルエーラとムニアの間に生まれた息子は母親の縁者の土地を保護し、その縁者が息子が王座を確保するのに支援するだろうとの思惑があった。766年にはガリシアで起きた貴族の反乱を鎮圧している。
フルエーラは王国内の教会組織を改革した。聖職者の妻帯を禁止し、妻帯している者には妻と別れさせたため、多くの反感を買った。
フルエーラは、ベネディクト会派の様々な修道院を設立した。この中には、オビエドのまちの起源であるサン・ビセンテ修道院も含まれる。彼はこの修道院に妻とともに埋葬されている。サン・ミジャン・デ・ラ・コゴジャ修道院の特許状台帳は、759年4月24日にフルエーラが公布した法律が含まれる。この修道院にはサン・ミゲル・デ・ペドロソ修道院（ブルゴス県）の修道士28人と修道女がいた。サン・ミゲル・デ・ペドロソは、王国の東端にあり、キリスト教徒である西ゴート貴族たちがアラブ人の侵攻に激しく抵抗した場所であった。
弟ビマラーノが貴族から人望を集めるのを見て、兄を退位させる陰謀を企んだと非難し、フルエーラは弟を殺害した。ビマラーノ殺害後、フルエーラは弟の遺児ベルムードを引き取り、弟の死によって引き起こされた自分の悪評を取り繕おうと、自分の子として育てた。
しかし、実の弟の殺害は貴族たちの敵意を集め、カンガス・デ・オニスの宮廷でフルエーラ暗殺を共謀する者たちがあった。フルエーラは暗殺され、彼のいとこであるアウレリオが王に選ばれた。
フルエーラの遺体は、自らが建設を命じたオビエドのサン・サルバドール教会に埋葬された。王妃ムニアも同じ教会に埋葬された。しかし794年にサン・サルバドール教会はアラブ軍の略奪で荒らされた。その後アルフォンソ2世は霊廟の再建を命じている。

## 子女
王妃ムニアとの間に2子をもうけているが、名がわかっているのはアルフォンソである。